# Miguel Torga
Miguel Torga, pseudonyme d’Adolfo Correia da Rocha, né le 12 août 1907 à São Martinho de Anta (en), près de Sabrosa, Trás-os-Montes, et mort le 17 janvier 1995 à Coimbra, est considéré comme l'une des plus importantes figures de la littérature portugaise du XXe siècle. Romancier, poète et conteur.

## Biographie
Il est né dans une ferme dans une région rurale du nord du Portugal. Après de courtes études dans un séminaire catholique de Lamego, il est envoyé en 1920 par son père au Brésil pour travailler sur la plantation de café de son oncle. Ce dernier trouve l'enfant fort intelligent et décide de le défrayer du coût de ses études. Le jeune homme retourne au Portugal, complète ses études collégiales et entre à la faculté de médecine de l'Université de Coimbra où il obtient son diplôme en 1933.
Alors qu'il pratique la médecine dans diverses régions du Portugal, puis qu'il s'établit à Coimbra comme oto-rhino-laryngologiste, il amorce sa carrière d'écrivain, publiant pendant de nombreuses années ses ouvrages à compte d'auteur.  Après la publication de son roman autobiographique O Quarto Dia da Criação do Mundo (1939), il est arrêté et incarcéré pendant deux mois de décembre 1939 à février 1940. Son humanisme et son agnostisme apparaissent conjugués dans son œuvre qui pose un regard sensible, mais lucide, sur la condition humaine.
Il est le premier lauréat du Prix Camões en 1989.

## Œuvre

### Poésie
- Ansiedade (1928)
- Rampa (1930)
- O Outro Livro de Job (1936)
- Lamentação (1943)
- Nihil Sibi (1948)
- Cântico do Homem (1950)
- Alguns Poemas Ibéricos (1952) Publié en français sous le titre Poèmes ibériques, Paris, J. Corti, 1990
- Penas do Purgatório (1954)
- Orfeu Rebelde (1958) Publié en français sous le titre Orphée rebelle, édition bilingue, poèmes traduits par Béatrice de Chavagnac, Vichy, Librairie la Brèche, 2010 ; rééd. Nérac, Pierre Mainard, coll. « Xénophilie », 2014

### Romans
- Pão Ázimo (1931)
- O Senhor Ventura (1943) Publié en français sous le titre Senhor Ventura, Paris, J. Corti, 1991 ; réédition, Paris, J. Corti, Les Massicotés no 15, 2005
- Vindima (1945) Publié en français sous le titre Vendange, Paris, J. Corti, 1999
- Fogo Preso (1976)

### Romans autobiographiques
- Criação do Mundo. Os Dois Primeiros Dias (1937)
- O Terceiro Dia da Criação do Mundo (1938)
- O Quarto Dia da Criação do Mundo (1939)
- O Quinto Dia da Criação do Mundo (1974)
- O Sexto Dia da Criação do Mundo (1981) Publication en français de toute la série en un seul volume sous le titre La Création du monde, Paris, Aubier, 1984 ; réédition, Paris, Garnier-Flammarion no 1042, 1999

### Recueils de nouvelles et contes
- Bichos (1940) Publié en français sous le titre Arche, Paris, Presses universitaires de France, Poète et prosateurs du Portugal no 8, 1980 ; réédition, Paris, Éditions de l'Équinoxe, 1984 ; réédition, Paris, J. Corti, 2000
- Contos da Montanha (1941)
- Novos Contos da Montanha (1944) Publication des deux recueils originaux dans une même volume en français sous le titre Contes et nouveaux contes de la Montagne, Paris, J. Corti, 1994 ; réédition, Paris, J. Corti, Les Massicotés no 5, 2004
- Pedras Lavradas (1951) Publié en français sous le titre Lapidaires, Paris, Éditions de l'Équinoxe, 1982 ; réédition, Paris, J. Corti, 1990
- Rua (1942) Publié en français sous le titre Rua, Paris, J. Corti, 1997

### Théâtre
- Terra Firme e Mar (1941)
- O Paraíso (1949)
- Sinfonia (1947)
- Eh Baby (1948)

### Journaux de voyage
- Portugal (1950) Publié en français sous le titre Portugal, Paris, Arléa, 1988 ; réédition, Paris, J. Corti, 1996
- Traço de União (1955)

### Journal
- Diário (16 volumes, entre 1941 et 1994) Publié en français sous le titre En franchise intérieure : journal 1933-1977, Paris, Aubier Montaigne, 1982 Publié en français sous le titre En chair vive : journal 1977-1993, Paris, J. Corti, 1997

### Œuvre posthume
- Poesia Completa (2000)

### Ouvrages parus en français
- À la proue d'une navire de roc, Paris, Le Tout sur le tout, 1986 (anthologie de poèmes puisés dans divers recueils originaux)
- L'universel, c'est le local moins les murs : Trás-os-Montes  (trad. Claire Cayron), Bordeaux, William Blake, coll. « D'une langue, l'autre », 1986, 26 p. (ISBN 2-905810-16-5, BNF 34908705).
- De la peine de mort, Toulouse, Sables, 1999
- Requiem pour moi, Bergerac, Librairie La Brèche, 2000
- Orphée rebelle, édition bilingue, poèmes traduits par Béatrice de Chavagnac, coédition Librairie la Brèche, Nérac, Pierre Mainard, coll. « Xénophilie », 2014.

## Distinctions

### Prix
- 1969 - Prix Diário de Notícias.
- 1977 - Prémio International de Poésie.
- 1981 - Prix Montaigne.
- 1989 - Prix Camões.
- 1992 - Prix Vida Literária da Associação Portuguesa de Escritores.
- 1993 - Prix des Critiques, pour son œuvre.

### Décorations
- Commandeur de l'ordre des Arts et des Lettres Il est fait commandeur le 29 avril 1994[1].

### Divers
- Depuis 1997, le pont Miguel Torga traverse le Douro à Peso da Régua[2].